# Pahou
Pahou est un arrondissement de la commune de Ouidah localisé dans le département de l'Atlantique dans le Sud du Bénin,.

## Histoire et Toponymie

### Histoire
Pahou devient officiellement un arrondissement de la commune de Ouidah le 27 mai 2013 après la délibération et adoption par l'Assemblée nationale du Bénin en sa séance du 15 février 2013 de la loi n° 2013-O5 du 15/02/2013 portant création, organisation, attributions et fonctionnement des unités administratives locales en République du Bénin.

## Administration
Pahou fait partie des dix arrondissements que compte la commune de Ouidah. Il est composé de neuf villages et quartiers de ville sur les soixante que totalise la commune.Il s'agit de :
1. Acadjamè
2. Adjra-Adovié
3. Adjra-Hounvè
4. Ahouicodji
5. Ahozon
6. Houndjava
7. Hounhanmèdé
8. Kpovié
9. Pahou Centre[6]

## Population
Selon le Recensement Général de la Population et de l'Habitation(RGPH4) de l'Institut national de la statistique et de l'analyse économique (INSAE) au Bénin en 2013, la population de Pahou compte 16 879 ménages pour 78 474 habitants.
| Indicateur           | 2013   |
| -------------------- | ------ |
| Nombre de ménages    | 16 879 |
| Population féminine  | 40 377 |
| Population masculine | 38 097 |
| Population totale    | 78 474 |

### Galerie de photos

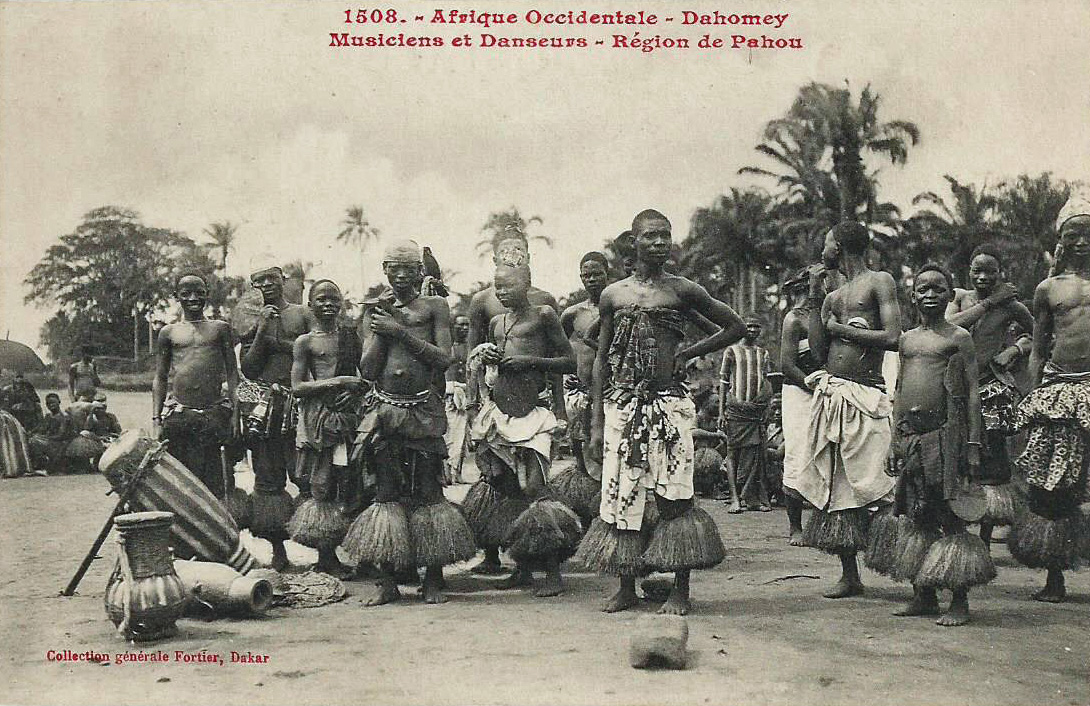
Musiciens et danseurs-Région de Pahou (Dahomey)
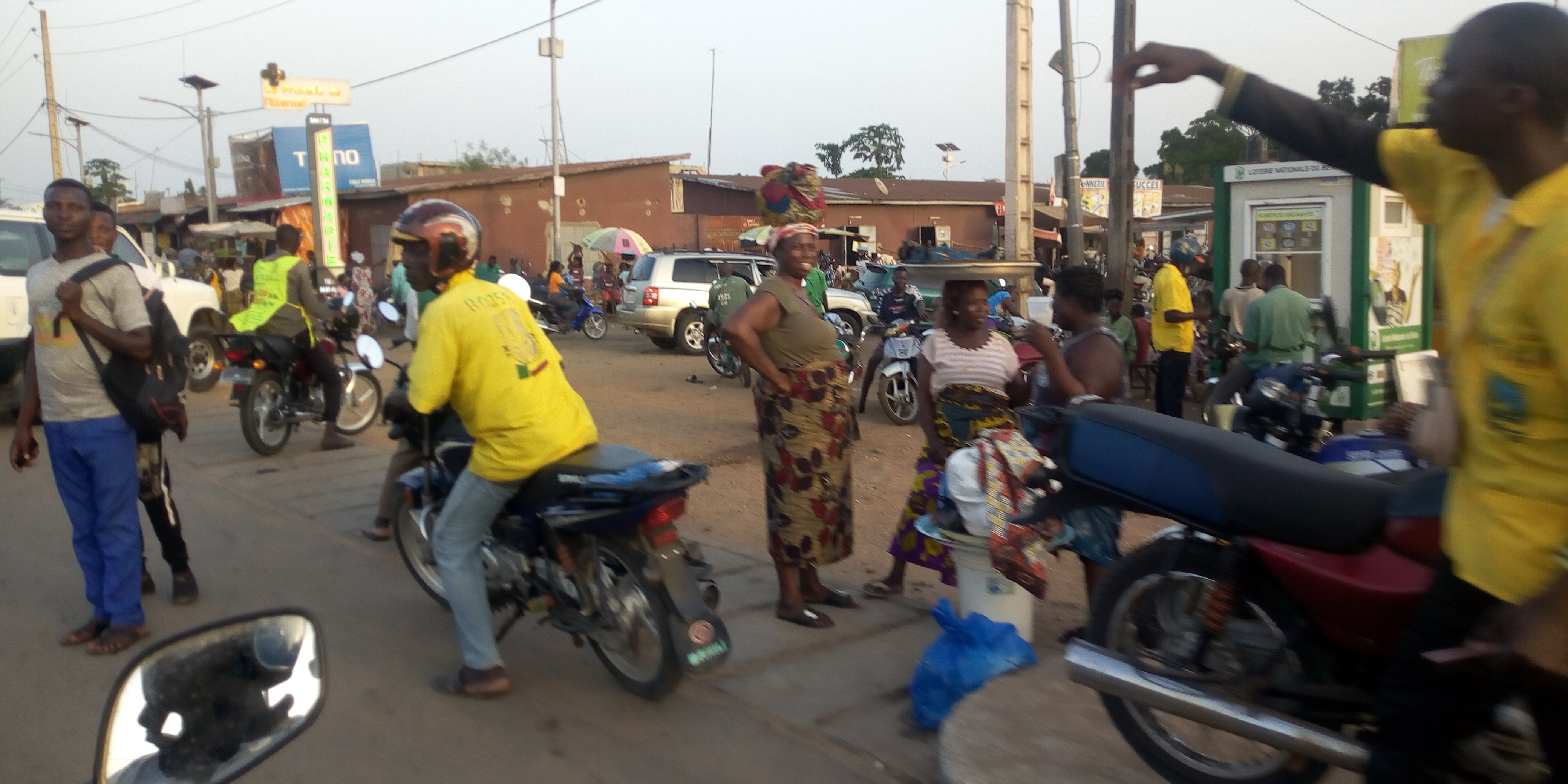
Stationnement des taxi moto au bord de la voie RNIE1
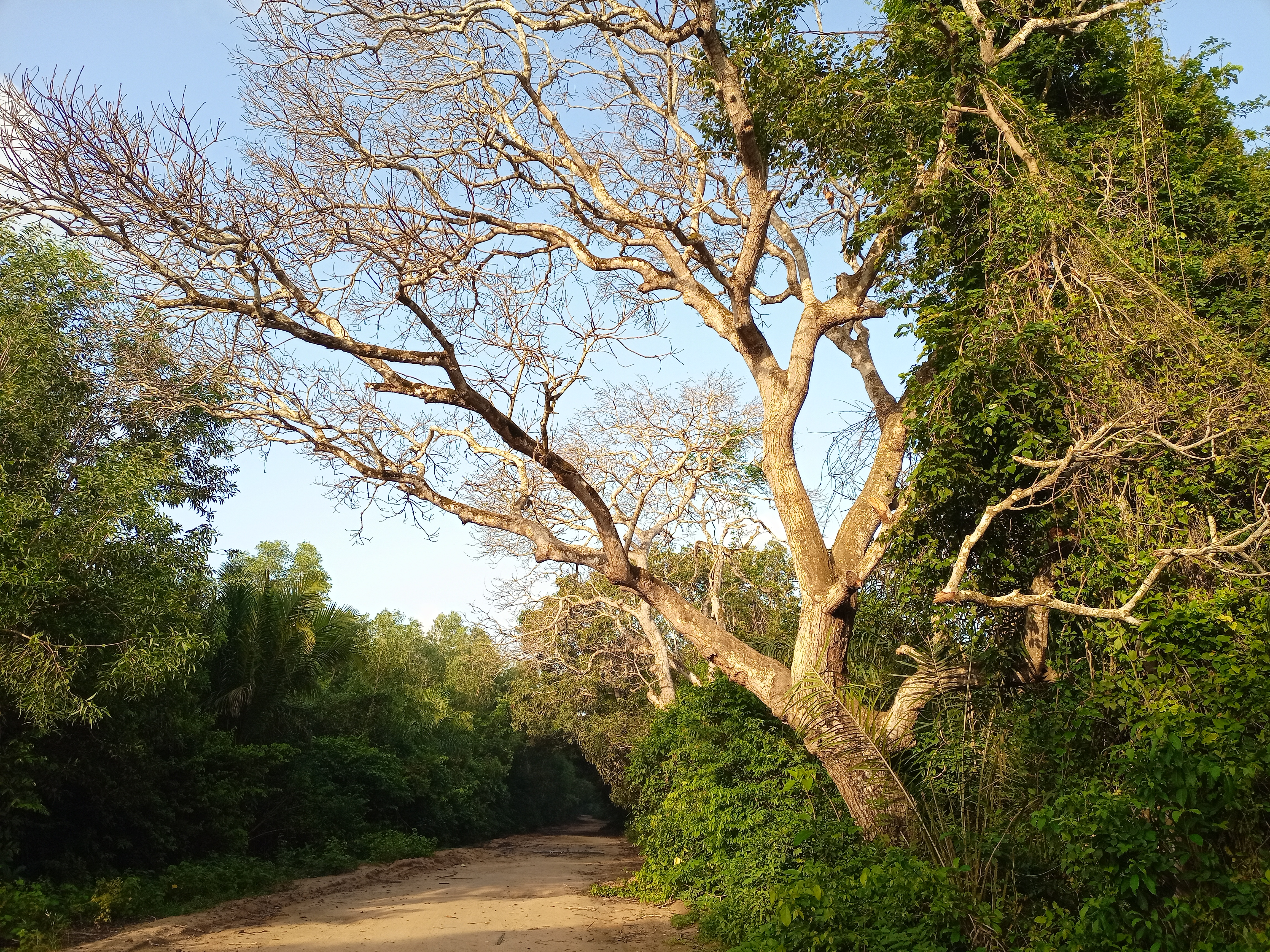
Arbre sec
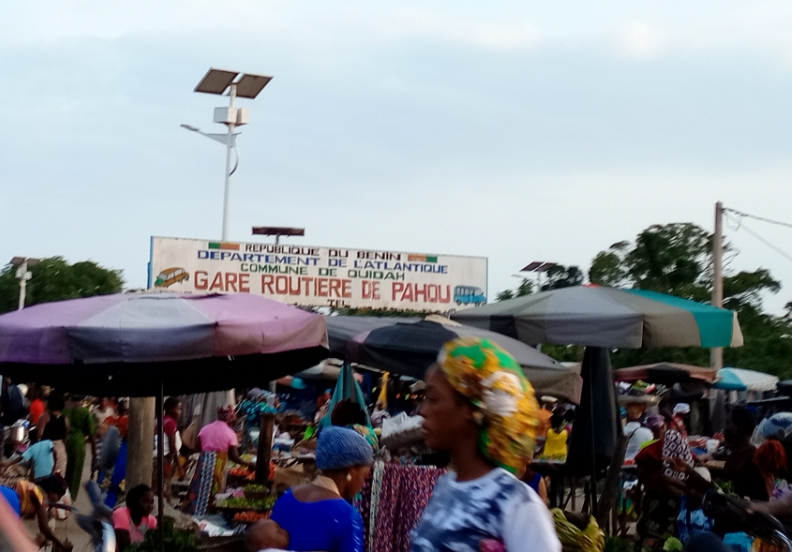
Marché de pahou
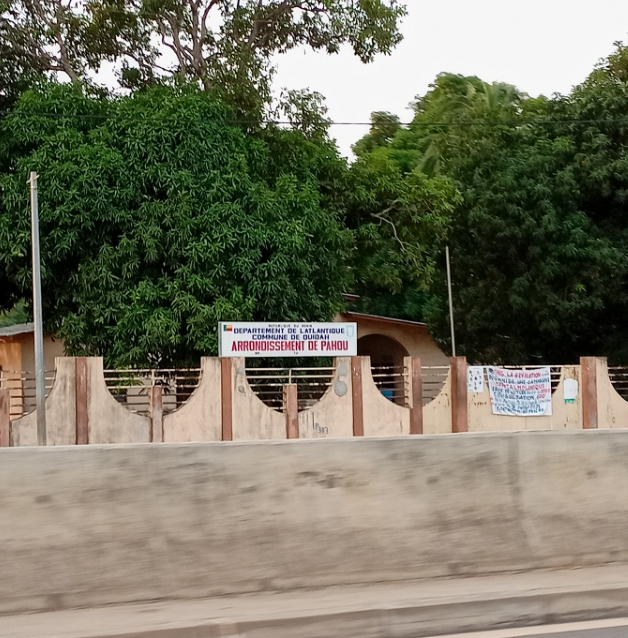
Arrondissement de pahou